# シカゴ (CA-29)
シカゴ (USS Chicago, CL/CA-29) はアメリカ海軍の重巡洋艦。ノーザンプトン級重巡洋艦の4番艦。艦名はイリノイ州シカゴに因み、その名を持つ艦としては二隻目。
第二次世界大戦においてアメリカ海軍の巡洋艦の中で水上艦、潜水艦からの攻撃ではなく航空機による攻撃で失われた唯一の艦である。

## 概要
1931年3月に就役したアメリカ海軍の重巡洋艦。1933年10月24日、貨物船との衝突事故で損傷した。
太平洋戦争緒戦では空母「レキシントン」等と行動を共にした。1942年5月7日の珊瑚海海戦では第17任務部隊のクレース隊として行動し、一式陸上攻撃機の空襲をうけた。海戦後の5月31日、シカゴはシドニー港で特殊潜航艇・甲標的の奇襲を受けたが、被害はなかった。
同年8月9日、ウォッチタワー作戦によりガダルカナル島でアメリカ海兵隊の輸送船団を護衛中に、三川艦隊の奇襲をうける。「シカゴ」には酸素魚雷2本が命中し、艦首に損傷を受けた。また、駆逐艦「パターソン」と同士討ちを起こした（第一次ソロモン海戦）。1943年1月に戦線に復帰したが、戦局はガダルカナル島攻防戦の最終局面に入っていた。1月29日夜から30日昼にかけての海空戦で、ラバウル航空隊の陸上攻撃機の雷撃により沈没した。（レンネル島沖海戦）

## 艦歴
「シカゴ」は1928年9月にメア・アイランド海軍造船所で起工した。1930年4月10日にE. ブリトゥンによって進水、1931年3月9日にM. H. シモンズ艦長の指揮下で就役する。

### 大戦前

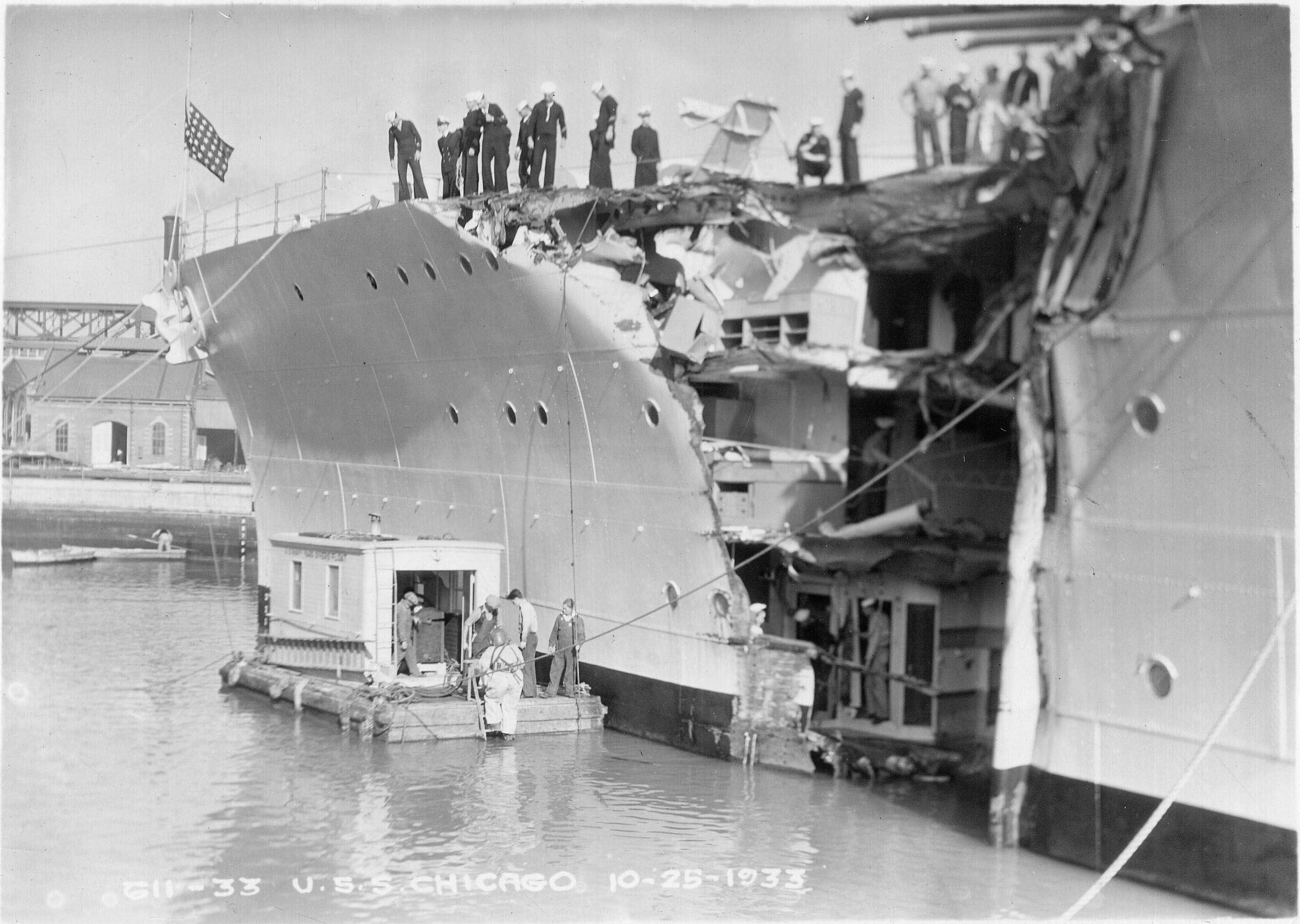
衝突事故の修理のためメア・アイランド海軍造船所に到着した「シカゴ」と、損傷部位の写真。

ホノルル、タヒチおよびサモアへの整調巡航後、「シカゴ」は1931年7月27日にメア・アイランドを出航し東海岸に向かい、ニューヨーク州のフォート・ポンド湾に8月16日到着した。同所で「シカゴ」は偵察艦隊 (Scouting Fleet) の旗艦となり、部隊と共に1940年まで活動する。
1932年2月、「シカゴ」は偵察艦隊と共にカリフォルニア沖で例年の艦隊演習に参加する。艦隊は西海岸を拠点とし1934年までアラスカ、パナマ運河地帯、ハワイ諸島といった太平洋海域で作戦活動に従事した。1933年10月24日、カリフォルニア州サー岬沖合でイギリスの貨物船「シルヴァー・パーム (Silver Palm)」と衝突事故を起こし、1番主砲塔の左舷付近が大きく破損し、死者3名、重傷1名を出した。
1934年に例年の艦隊演習がカリブ海で実施され、その後「シカゴ」は5月に行われたニューヨーク湾での大統領による閲艦式に参加する。艦隊は10月まで東海岸とカリブ海で活動し、その後カリフォルニア州サンペドロを拠点とする。「シカゴ」はサンペドロから活動を続け、1940年9月29日に真珠湾に向かう。
続く14ヶ月にわたって「シカゴ」は真珠湾から作戦活動に従事し、様々な任務部隊ともに戦術、巡航訓練を行い、オーストラリアや西海岸を訪れた。1941年3月19日、ニュートン提督は重巡2隻（シカゴ、ポートランド）と、駆逐艦数隻を率いて、シドニーに入港した。続いてブリスベンを訪問した。

### 太平洋戦争緒戦
1941年（昭和16年）12月7日（日本時間12月8日）の真珠湾攻撃時、「シカゴ」は第12任務部隊と共に海上にあり、ニュートン少将の旗艦を務めていた。第12任務部隊（空母「レキシントン」、重巡「シカゴ」「ポートランド」「アストリア」、駆逐艦5隻）は、ミッドウェー島に配備予定の航空機を輸送する任務に就いていた。重巡「インディアナポリス（USS Indianapolis, CA-35. ウィルソン・ブラウン中将旗艦）を加えた第12任務部隊は、すぐにオアフ島・ジョンストン島・パルミラ環礁を結ぶ三角形内で敵の捜索を開始するが、南雲機動部隊と遭遇する機会はなく、真珠湾に戻った。その後は12月14日から27日まで、空母「レキシントン (USS Lexington, CV-2) 」を基幹とする第11任務部隊と共に、ウェーク島の戦いの妨害をするための行動や哨戒・索敵任務に従事した。
1942年2月2日、「シカゴ」は真珠湾を出航し、スバ湾に向かった。そこで新たに編成されたANZAC部隊に加わり、アメリカ・オーストラリア連合の第44任務部隊の一艦として行動した。3月と4月は第44任務部隊とともにルイジアード諸島沖で活動し、3月10日のニューギニア島のラエやサラモア攻撃を援護した（ラエ・サラモアへの空襲）。また、ニューカレドニアへの兵員輸送も支援した。
5月1日、「シカゴ」はヌメアを出港して南西太平洋部隊に合流した。この時点での「シカゴ」と駆逐艦「パーキンス(USS Perkins, DD–377) 」は油槽船「ティピカヌー(USS Tippecanoe, AO-21) 」を護衛しており、第17任務部隊のフレッチャー少将（旗艦「ヨークタウン」）は海軍兵学校同期のフィッチ少将（第11任務部隊、旗艦「レキシントン」）に「ガソリンは必要か、水平線のむこうにガソリンスタンド（シカゴ、パーキンス、ティピカヌー）があるぞ」と送信している。  5月4日、「シカゴ」はソロモン諸島ツラギ島攻撃をおこなう空母「ヨークタウン (USS Yorktown, CV-5) 」を援護したあと、日本軍のポートモレスビー進撃を阻むべく、第五航空戦隊を基幹とするMO機動部隊との対決に備えた。
5月6日の時点で、フレッチャー少将は自身の旗艦「ヨークタウン」と護衛艦艇、フィッチ少将の旗艦「レキシントン」と護衛艦艇、クレース少将が率いるクレース隊を合わせて第17任務部隊を編成していた。翌5月7日、連合軍は日本軍のMO攻略部隊（輸送船団）を発見する。フレッチャーはクレース隊（重巡「オーストラリア」「シカゴ」、軽巡洋艦「ホバート」、駆逐艦「パーキンス」「ウォーク」「ファラガット」）を日本軍輸送船団撃滅のため先行させたので、米空母2隻の護衛艦艇はさらに減ってしまった。
こうしてクレース隊は空母機動部隊と分離し、日本軍輸送船団にむけて進撃を開始した。もしクレース隊が順当に進撃していたら、日本軍輸送船団を護衛する五藤存知少将の主隊（青葉、加古、衣笠、古鷹、祥鳳、漣）と衝突したはずである。だが午前6時40分にクレース隊は日本軍水上偵察機に触接された。日本時間午前7時25分、ニューブリテン島ラバウルを発進した偵察の陸攻は「戦艦2、重巡2、駆逐艦2」計6隻の連合軍艦隊を発見した。ラバウル航空隊の零式艦上戦闘機12機と陸上攻撃機31機がクレース隊の攻撃にむかった。ルイジアード諸島ロッセル島西方で、正午ごろよりクレース隊に対する攻撃を開始する。クレース隊も対空砲火で応戦し、陸攻部隊は大損害をうけた。
日本海軍は、陸攻の雷撃と水平爆撃により、カルフォルニア型戦艦1隻と重巡洋艦1隻を撃沈、ウォースパイト型戦艦に魚雷2本を命中させ大破させたと報告した。大本営は、カルフォルニア型戦艦撃沈とウォースパイト型戦艦撃破を大々的に宣伝した。さらにポートランド級重巡洋艦1隻を撃沈したことになった。
もちろんクレース隊に米戦艦「カリフォルニア (USS California, BB-44) 」や英戦艦「ウォースパイト (HMS Warspite) 」は含まれていない。日本側の過大戦果報告と裏腹に、クレース隊に目立った被害はなかった。連合軍側の記録では、一式陸攻は魚雷8本を投下している。「シカゴ」は魚雷4本を回避したという。陸攻の爆撃を回避したあとのクレース部隊は、豪州基地から飛来したB-17型重爆3機から誤爆され、「ファラガット」が至近弾をうけて小破している。第17任務部隊の空襲で軽空母「祥鳳」を失った日本軍攻略部隊が反転したので、クレース部隊は日本艦隊と直接砲火を交えずにすみ、オーストラリアにむかった。その後、「シカゴ」はシドニーに向かった。

### シドニー湾奇襲
5月14日午前3時、シドニー方面の監視をおこなっていた潜水艦「伊29」は、ウォースパイト型戦艦と駆逐艦を発見して追跡したが振り切られ、目標がシドニーに入港したのを確認した。潜水艦3隻（伊22、伊24、伊27）はトラック泊地で水上機（甲標的）母艦「千代田」より特殊潜航艇・甲標的を受け取り、5月18日に出撃した。飛行偵察でも、シドニー湾に戦艦1隻と大型駆逐艦の存在を認める。5月23日、「伊29」は黎明飛行偵察を実施し、修理中とおぼしき戦艦や大型巡洋艦数隻を認めた。5月29日黎明、潜水艦「伊21」より発進した零式小型水上偵察機は、シドニー湾の事前偵察を実施した。英戦艦「ウォースパイト」を探したが見当たらず、ガーデン島付近で大型艦2隻を発見し、米戦艦および米重巡洋艦と報告した。この日、シドニー湾にはシカゴのほか、豪州重巡「キャンベラ (HMAS Canberra, D33) 」、軽巡「アデレード (HMAS Adelaide) 」などが停泊していた（シドニー湾在泊艦艇一覧）。日本軍は甲標的による奇襲攻撃を決断した。
5月31日深夜から6月1日未明にかけて、シドニー停泊中の「シカゴ」は、攻撃してきた甲標的を対空砲により迎撃した。「シカゴ」艦長ハワード・D・ボード (Howard D. Bode) 大佐は陸上におり、シドニー要港司令官ミュアヘッド＝グールド少将と夕食をとっていた。 21時57分、「シカゴ」は艦尾後方300mに潜水艦の司令塔を発見して応戦を開始、照射砲撃をおこなった。日本軍特殊潜航艇は3隻侵入してきたが、1隻（伊27搭載艇。第14号艇：中馬兼四大尉、大森猛一曹）は防潜網に絡まって自爆した。他の甲標的2隻は漁船を追尾して湾内に侵入した。このうち、伊24搭載艇（伴勝久中尉、芦辺守一曹）は「シカゴ」に向けて魚雷2本を発射した。しかし魚雷は2本とも命中せず、1本はガーデン島東岸に打ちあがり、もう1本はガーデン島の岸壁に命中し、爆発で島に係留してあった宿泊艦「クッタブル(HMAS Kuttabul) 」が沈没し、その近くで係留されていたオランダ潜水艦「K IX」も損傷した。
「シカゴ」はこれ以上の攻撃から逃れるべく、駆逐艦「パーキンス (USS Perkins，DD-377) 」等とともに急遽外洋に向けて出港することになったが、その途中で伊22搭載艇（第21号艇：松尾敬宇大尉、都竹正雄二曹）とすれ違う。松尾艇の魚雷が艇首部損傷により発射できず、さらに松尾艇の体当たり攻撃も小接触に終わって頭部の魚雷は爆発せず、「シカゴ」は難を逃れた。特殊潜航艇3隻はすべて未帰還となり、オーストラリア側に収容された戦死者4名の遺骨は、貨客船「鎌倉丸」で日本に戻った。
「シカゴ」を雷撃した伴艇（伊24発進の甲標的）は2006年になって海底で発見された。2007年にフリゲート「ニューカッスル (HMAS Newcastle, FFG 06) 」や「メルボルン (HMAS Melbourne,  FFG 05) 」において、オーストラリア軍や海上自衛隊およびシドニー奇襲作戦の関係者を招いて記念式典がおこなわれた（伊24発進の甲標的発見と戦争遺産登録の経緯）。

### ガダルカナル島の戦い
6月から7月にかけても「シカゴ」は南太平洋で作戦に従事した。連合軍はウォッチタワー作戦を発動し、ソロモン諸島に進軍する。8月7日以降、「シカゴ」はガダルカナル島上陸を支援した。上陸作戦中、連合軍の巡洋艦部隊と輸送船団はニューブリテン島ラバウルから飛来した一式陸上攻撃機や九九式艦上爆撃機に襲われるが、空母機動部隊（サラトガ、エンタープライズ、ワスプ）から派遣されたF4F戦闘機や自分達の対空砲火で邀撃し、被害を最小限に食い止めた。「シカゴ」は撃墜された空母サラトガ艦上機の搭乗員1名を救助した。
8月8日昼、連合軍上陸部隊は再びラバウル航空隊の空襲をうけたが、前日同様に撃退した。同日夜、「シカゴ」は豪州海軍の重巡洋艦「キャンベラ (HMAS Canberra, D33) 」、米海軍の駆逐艦「バッグレイ(USS Bagley, DD-386) 」「ブルー (USS Blue，DD-387) 」「パターソン(USS Patterson, DD-392)」と南方部隊として、ガダルカナル島とサボ島の間で哨戒を行っていた。
本来は豪州海軍の重巡洋艦「オーストラリア (HMAS Australia, D84) 」もいたが、同艦に座乗してガダルカナル島沖の巡洋艦部隊の指揮を執っていたクラッチレー少将がターナー提督に呼ばれて、旗艦もろとも不在だった。これはフレッチャー提督の空母機動部隊が予定に反して戦線を離脱したため、輸送船団の撤退を検討する羽目になったからである。クラッチレー（重巡「オーストラリア」）は哨戒網から外れるにあたって、シカゴのボード艦長に「哨戒航行の指揮をとれ」と命じた。だが命令が曖昧だったので、混乱を引き起こした。先任の重巡「ヴィンセンス (USS Vincennes, CA-44) 」艦長リーフコール大佐はクラッチレーと旗艦が指揮権を委任して戦列を離れた事を知らず、指揮系統が分断された。
やがて、第八艦隊司令長官・三川軍一中将が率いる外南洋部隊（通称“三川艦隊”、“三川部隊”とも）が海域に侵入した。外南洋部隊は「シカゴ」を戦艦と誤認しており、旗艦「鳥海」では誰もがこの艦を撃沈したがってたという。外南洋部隊は哨戒艦と駆逐艦「ジャービス (USS Jarvis, DD-393) 」をやりすごし、南方部隊に襲いかかった。「パターソン」が警報を発したが手遅れであり、日本軍水上偵察機は照明弾を投下して南方部隊は闇夜に浮かび上がった。
8月9日午前1時43分（日本時間8月8日23時47分）、「シカゴ」の前方を航行していた「キャンベラ」が砲雷撃を受け一気に破壊された。「シカゴ」の左舷前方にいた「パターソン」も、軽巡「天龍」や「夕張」等に砲撃されて被弾した。「シカゴ」の右舷前方にいた「バッグレイ」は魚雷発射の好機を失い、戦闘に関与できなかった。
「シカゴ」では、昼間の対空戦闘に備えて艦長と副長が自室で休憩していた。ボード艦長は起きたばっかりだったが、見張り員が魚雷複数の航跡を発見し、すかさず回避運動に入る。この魚雷群は、日本重巡部隊が発射したものだった。午前1時47分、左舷艦首部に1本が命中して大破、さらに砲撃をうけて前檣楼が傾いた。右舷中央部に命中した魚雷は不発だった。また上部構造物に複数の命中弾を受けた。「シカゴ」は副砲で反撃し、照明弾や探照灯で日本艦隊を探したが、既に立ち去ったあとだった。「シカゴ」は軽巡「天龍」に至近弾を与えたかもしれない。なお「シカゴ」の失策は、敵襲を北方部隊に通報しなかったことだった。「シカゴ」は西方に退避した。午前2時前、「シカゴ」は駆逐艦「夕凪」と駆逐艦「ジャーヴィス (USS Jarvis, DD-393) 」の撃ち合いを目撃したが、戦果も被害もなかった。午前2時26分、クラッチレー提督から問い合わせがあったので、「シカゴ」は「戦闘中だったが、現在はそうではない」と返答し、20分後には「われわれは針路100度でレンゴ（シーラーク水道）に向かっている」と連絡した。
午前5時ころ、「パターソン」や「ブルー」は沈没寸前の「キャンベラ」につきそっていた。すると敵味方不明艦が近づいてきたので、「パターソン」は味方識別信号をおくったり探照灯を照射する。そこで「敵艦」が砲撃してきたので、「パターソン」も砲撃を開始した。双方が撃ち合うなかで「パターソン」が緊急味方識別信号を発し、「シカゴ」もこれを認めて砲撃を中止した。「キャンベラ」の沈没を見届けたあと、「シカゴ」は応急修理を実施し、健在の巡洋艦や輸送船団と共にガダルカナル島を離れる。本海戦における「シカゴ」の戦死者は2名、負傷者は21名。「シカゴ」に収容されていた「サラトガ」搭乗員も負傷した。損傷した「シカゴ」はヌメア、シドニーを経てサンフランシスコで修理を受けた。サンフランシスコには10月13日に到着した。
第一次ソロモン海戦当時の「シカゴ」艦長だったボード大佐は、今回が失点を回復するチャンスだった。戦艦「オクラホマ (USS Oklahoma, BB-37) 」艦長だったボード大佐は、上陸中に真珠湾攻撃に遭遇し、留守の間に「オクラホマ」が沈んでしまったので面目を失った。第一次ソロモン海戦におけるボード大佐は指揮官陣頭の原則をまもらず、いくつかの失策を犯し、「シカゴ」は大破して本国に帰投した。ただしボード大佐が指揮官陣頭の原則より「シカゴ」を南方部隊の先頭に配置していたら、間違いなく撃沈されるか、あるいは「キャンベラ」と共に沈んでいたと思われる。
1943年1月、ボード大佐はシカゴ艦長からパナマ運河地帯の基地司令官に転出した。第一次ソロモン海戦の件で聴取された後、4月19日にバルボア海軍基地宿舎のバスルームにて拳銃で頭を撃ち、翌4月20日、バルボア海軍病院で死亡した。

### レンネル島沖海戦

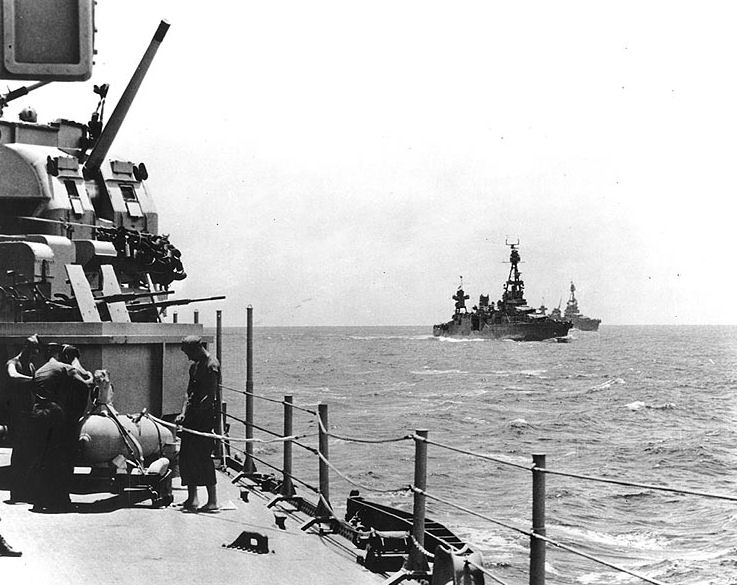
重巡「ウイチタ」から見た、レンネル島沖海戦直前の「シカゴ」。右後方は重巡「ルイビル」

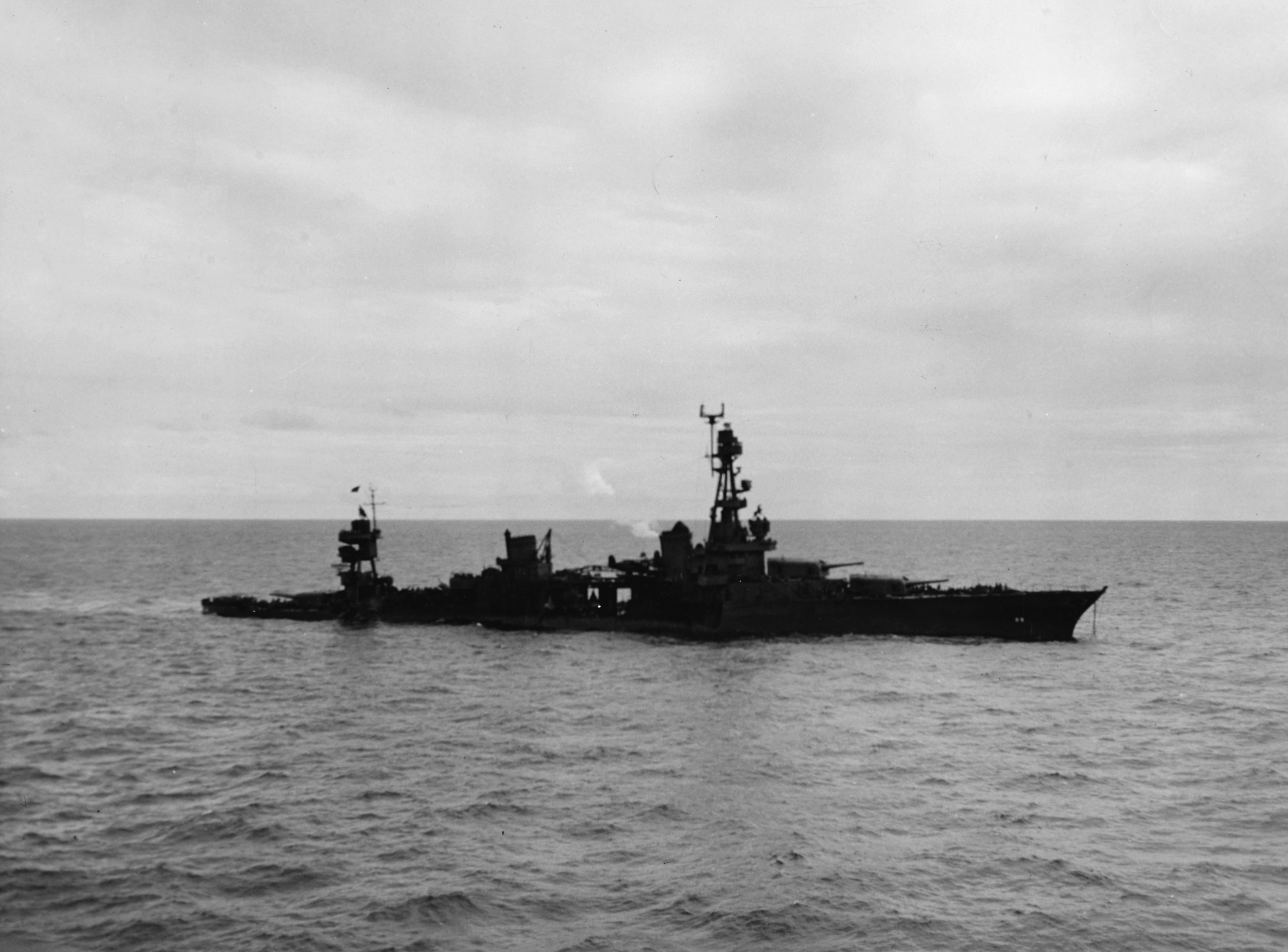
被雷により艦体が水中に沈下した「シカゴ」（1943年1月30日）

1943年1月初め、修理が終わった「シカゴ」はサンフランシスコを出航した。南太平洋方面海軍司令官ハルゼー中将の手元には、正規空母2隻（サラトガ、エンタープライズ）、新鋭戦艦3隻、護衛空母2隻、巡洋艦12隻、駆逐艦25隻という兵力があった。
1月27日、「シカゴ」はロバート・C・ギッフェン少将率いる第18任務部隊に加わり、ガダルカナル行き船団の間接護衛に従事するためヌメアを出撃した。ギッフェン少将は、護衛空母2隻（スワニー、シェナンゴ）、重巡3隻（ウィチタ、シカゴ、ルイビル）、大型軽巡3隻（モントピリア、クリーブランド、コロンビア）、駆逐艦8隻を率いることになった。予定では、サボ島沖に待機して日本側の反撃に備え、遅れて出撃する空母「エンタープライズ (USS Enterprise, CV-6) 」基幹の第16任務部隊が上空を援護することとなっていた。第二艦隊司令長官・近藤信竹中将が率いる牽制部隊（旗艦「愛宕」）がガダルカナル島北方に進出してきたので、ハルゼー提督の注意をひいていたのである。また日本軍の基地航空隊もガダルカナル島撤収作戦を支援するため、綿密な索敵をおこなっていた。
ガダルカナル島に向け進撃していた第18任務部隊では、護衛空母2隻の速力不足が顕著となっていた。ギッフェン少将は護衛空母2隻と駆逐艦2隻を分離した。1月29日朝、日本軍偵察機はレンネル島南方方面に「戦艦4、重巡3、軽巡および輸送艦10数隻、北北西に向け18ノット」という大艦隊を発見した。さらに複数の偵察機が派遣され、触接につとめる。距離が遠かったので零戦の掩護がつけられず、陸上攻撃機による薄暮攻撃を敢行した。夕刻、会合点に向かう第18任務部隊は、ラバウルから飛来したの一式陸上攻撃機と九六式陸上攻撃機に襲われた。
第18任務部隊には護衛の戦闘機がついていたが日没と共に帰艦しており、陸攻の空襲を各艦の対空砲火で迎撃する。陸攻部隊は日本時間17時20分ごろから照明弾を投下しつつ夜間攻撃を開始する。第18任務部隊は第一波攻撃（705空、一式陸攻）を撃退したが、第二波攻撃（701空、九六陸攻）で被害をうけた。被弾炎上した陸攻が「シカゴ」に体当たりを敢行し、火災が発生して良い目標となった。17時45分に右舷缶室に1本、続いて前部機械室付近に1本と、計2本の魚雷が命中し、航行不能となった。
ギッフェン少将は第18任務部隊に避退を命じ、「ルイヴィル」が「シカゴ」を曳航することとなった。日本側は陸攻1機が自爆、陸攻2機が未帰還となった。檜貝少佐も戦死した。
翌30日朝、曳航の任務は「ルイビル」から曳船「ナバホ(USS Navajo, AT-64) 」に交代した。午後、ブカ島より発進した第七五一海軍航空隊の一式陸攻11機が、第18任務部隊を追撃した。陸攻隊は護衛空母部隊や、「エンタープライズ」から派遣されたF4F戦闘機10機の妨害を受け、陸攻3機が撃墜された。のこる陸攻8機が雷撃を敢行した。4本の魚雷が「シカゴ」に命中する。炎上した「シカゴ」は救う見込みがなくなり、総員退艦が令された。「ナバホ」からの曳航用ロープも切られ、「シカゴ」は南緯11度25分 東経160度56分 / 南緯11.417度 東経160.933度の地点で艦尾を先にして沈没した。ほかにも駆逐艦「ラ・ヴァレット (USS La Vallette, DD-448) 」に魚雷1本が命中し、損傷した。これに対し日本海軍の陸攻隊も激しい対空砲火と戦闘機の迎撃を受け、陸攻7機を失い、帰投した4機もかなり被弾していた。日本側は戦果を過大評価し、華々しい大本営発表をおこなった。なお第二艦隊の陽動にひっかかったアメリカ軍は日本軍の本当の目的に気付かず、水雷戦隊によるケ号作戦は成功した。
「シカゴ」の喪失に、米海軍司令部は衝撃を受けた。護衛艦隊が敵機には致命的な存在であるはずの新兵器で極秘扱いの近接信管（VTヒューズ）弾を搭載した対空砲を装備しており、なおかつ10機の戦闘機の直衛までつけていたのに沈没したためである。ニミッツの強い要請で、「シカゴ」の喪失は海軍部外へはしばらく秘匿されることになった。これは以前の空母沈没の発表で日本軍に防御上の不利益を大統領が独断で公表した過去の経緯からきたものである。実際、対空砲火による陸上攻撃機隊の被害も相当なものだったので、防空態勢に不備があったとは言い難いが、対空システムへの不信感が部内に広がることを危惧したためである。
2月16日、アメリカ合衆国海軍省は「シカゴ」の沈没を発表した。
「シカゴ」は後に第二次世界大戦の戦功で3個の従軍星章を受章した。